# Klaus Brunnstein
Klaus Brunnstein (* 25. Mai 1937 in Köln; † 19. Mai 2015 in Hamburg) war ein deutscher Informatiker und Politiker. Er galt als erster Informatiker von akademischem Rang in Deutschland, der es in den frühen 1980er Jahren zu seiner Mission machte, den Datenschutz und die Sicherheit der Informationstechnologie in die öffentliche Diskussion zu bringen.

## Leben und Beruf

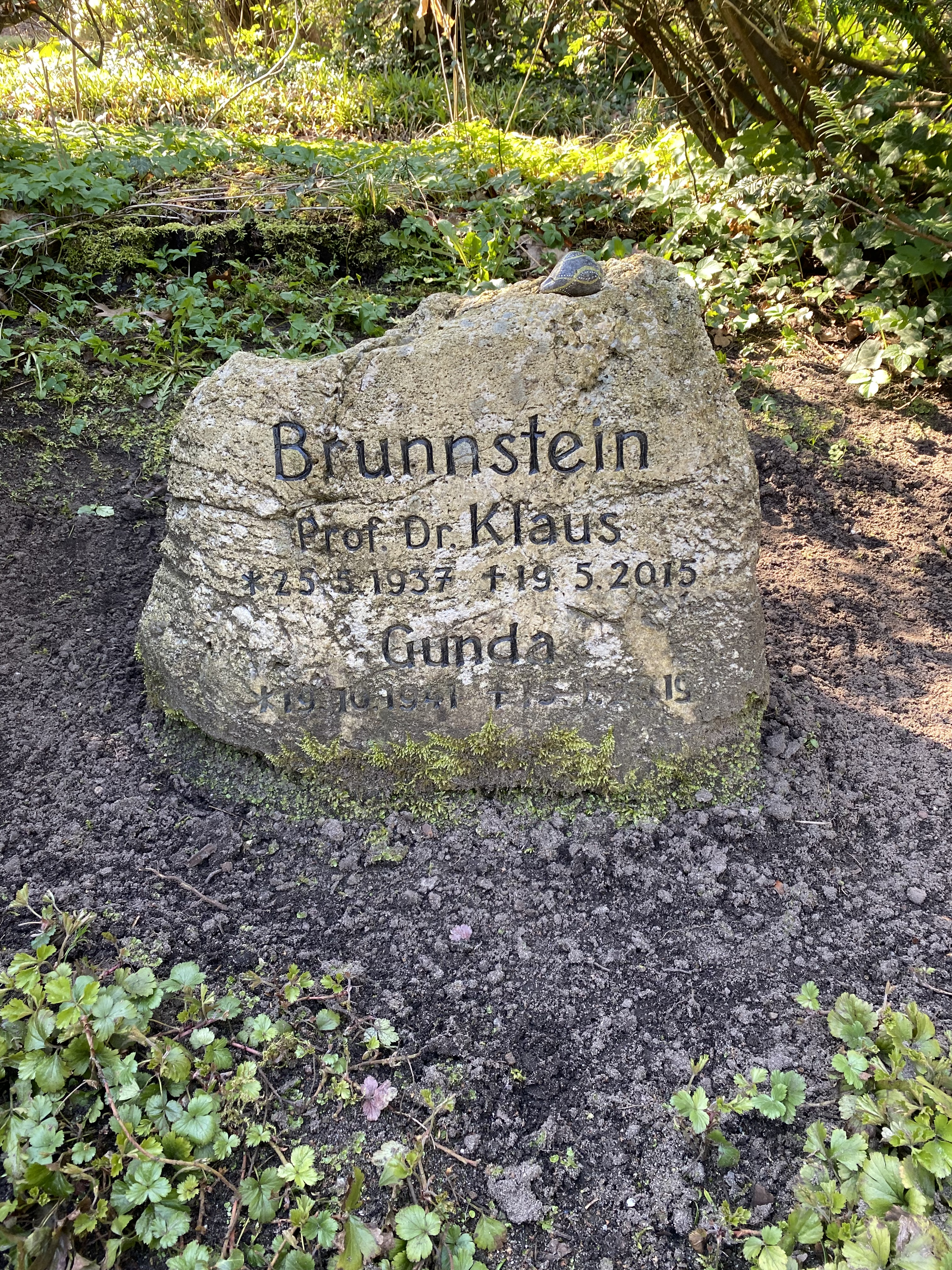
Grabstätte auf dem Friedhof Blankenese

Klaus Brunnstein studierte Physik und Mathematik in Marburg, Münster und Hamburg. Als promovierter Diplom-Physiker war er ab 1969 Mitglied der Gründungskommission des Studienganges Informatik der Universität Hamburg. Dort wurde er 1973 zum Professor für Anwendungen der Informatik berufen.
Als einer der Beschwerdeführer erwirkte Brunnstein 1983 das Volkszählungsurteil, mit dem das Recht auf informationelle Selbstbestimmung in Deutschland erstmals anerkannt wurde. Mit einer an seinem Institut entwickelten PC-Software demonstrierte er auf öffentlichen Veranstaltungen, wie einfach bereits mit den damals verfügbaren Mitteln eine De-Anonymisierung von Volkszählungs-Datensätzen möglich war.
Neben dem Datenschutz befasste Brunnstein sich mit IT-Sicherheit, Computerviren und der Beherrschbarkeit von Computersystemen. 1988 gründete er das „Viren-Test-Center“ an der Universität Hamburg.
Brunnstein war von 2002 bis 2004 Präsident der International Federation for Information Processing.
Brunnstein ging am 30. September 2004 in den Ruhestand und war seit 2008 Fellow der Gesellschaft für Informatik.
Klaus Brunnstein verstarb wenige Tage vor Vollendung seines 78. Lebensjahres und wurde auf dem Friedhof Blankenese beigesetzt.

## Politik
Brunnstein war bis 1987 Mitglied der FDP. Von 1980 bis 1983 war er Landesvorsitzender der FDP in Hamburg, von 1981 bis 1983 auch Mitglied des FDP-Bundesvorstandes. Er verließ die Partei, nachdem Ingo von Münch Zweiter Bürgermeister und Präses der Behörden für Kultur und für Wissenschaft und Forschung in Hamburg geworden war. Er gab der Bundespartei „Mitschuld“ an der „systematischen Verschlechterung des Datenschutzes“ und an den „schweren Mängeln des Volkszählungsgesetzes 1987“.
Von Februar 1983, als er für Helga Schuchardt nachrückte, bis zum Ende der Wahlperiode im März desselben Jahres gehörte Brunnstein dem Deutschen Bundestag an.